# Mistrzostwa Świata w Szermierce 2000
Mistrzostwa Świata w Szermierce 2000 - 62. edycja mistrzostw odbyła się po raz szósty w stolicy Węgier - Budapeszcie. Rozegrano na nich konkurencje, które nie zmieściły się w programie Igrzysk Olimpijskich w Sydney, czyli turniej indywidualny i drużynowy szablistek.

## Klasyfikacja medalowa
| Lp. | Państwo           | złoto | srebro | brąz | Razem |
| --- | ----------------- | ----- | ------ | ---- | ----- |
| 1   | Azerbejdżan       | 1     | -      | -    | 1     |
| -   | Stany Zjednoczone | 1     | -      | -    | 1     |
| 3   | Włochy            | -     | 2      | -    | 2     |
| 4   | Francja           | -     | -      | 2    | 2     |
| 5   | Niemcy            | -     | -      | 1    | 1     |

## Medaliści

### Kobiety
| Złoto                                                                                   | Srebro                                                                      | Brąz                                                                             |
| Szabla                                                                                  |                                                                             |                                                                                  |
| Jelena Żemajewa                                                                         | Ilaria Bianco                                                               | Sandra Benad Anne-Lise Touya                                                     |
| Stany Zjednoczone · Sada Jacobson · Christine Becker · Nicole Mustilli · Mariel Zagunis | Włochy · Ilaria Bianco · Gioia Marzocca · Alessia Tognolli · Anna Ferraro · | Francja · Anne-Lise Touya · Cécile Argiolas · Magali Carrier · Ève Pouteil-Noble |